# 马迪·沃特斯
麦克金利·摩根菲尔德（英語：McKinley Morganfield，1913年4月4日—1983年4月30日），艺名马迪·沃特斯（Muddy Waters），是一位美国藍調音乐人，被称作“现代芝加哥藍調之父”。Muddy Waters的影響力是巨大的，不僅僅是藍調和節奏藍調，還有搖滾樂，硬搖滾，民間音樂，爵士樂和鄉村音樂。他經常使用放大器作為三角洲藍調和搖滾樂之間形成的聯繫。。1987年入選搖滾名人堂，2011年滾石雜誌一百大吉他手評選為第49名。
Muddy Waters在密西西比州克拉克縣附近的斯托瓦爾種植園長大，17歲時他就彈奏吉他和口琴，模仿當地藍調藝術家Son House和羅伯·強生。1941年，他被記錄在美國國會圖書館的密西西比州藝術家上，由當時的圖書館主任阿蘭·洛馬克斯。在1943年，他搬到了芝加哥，成為一名全職的專業音樂家。1946年，他第一次錄音在哥倫比亞唱片公司錄製，然後到由倫納德西洋棋和菲爾西洋棋共同新投資的貴族唱片公司，後來改名為西洋棋唱片公司。
1950年代初期，Muddy Waters和他的樂團，小沃爾特在口琴上演出，吉米·羅傑斯彈奏吉他，鼓手是埃爾金·埃文斯和鋼琴手為奧蒂斯·斯班恩，他們錄製了幾首藍調經典歌曲，其中一些與貝斯手和詞曲作者威利·狄克遜合作。這些歌包括藍調標準歌曲“我是妳跳肚皮舞的男人”，“我只是想和你做愛”和“我準備好了”。1958年，他前往英格蘭，奠定了藍調重新興起的基礎。他在1960年紐波特爵士音樂節上的表演被錄製下來，成為他的第一張現場專輯《在紐波特1960年》。